# Otto Scheff
Otto Scheff, nacido como Otto Sochaczewsky (12 de diciembre de 1889 - 26 de octubre de 1956) fue un nadador austriaco de estilo libre, también fue jugador de waterpolo, abogado, político y dirigente deportivo, que compitió en los Juegos Olímpicos intercalados de 1906, en los Juegos Olímpicos de Londres 1908, y en los Juegos Olímpicos de 1912.

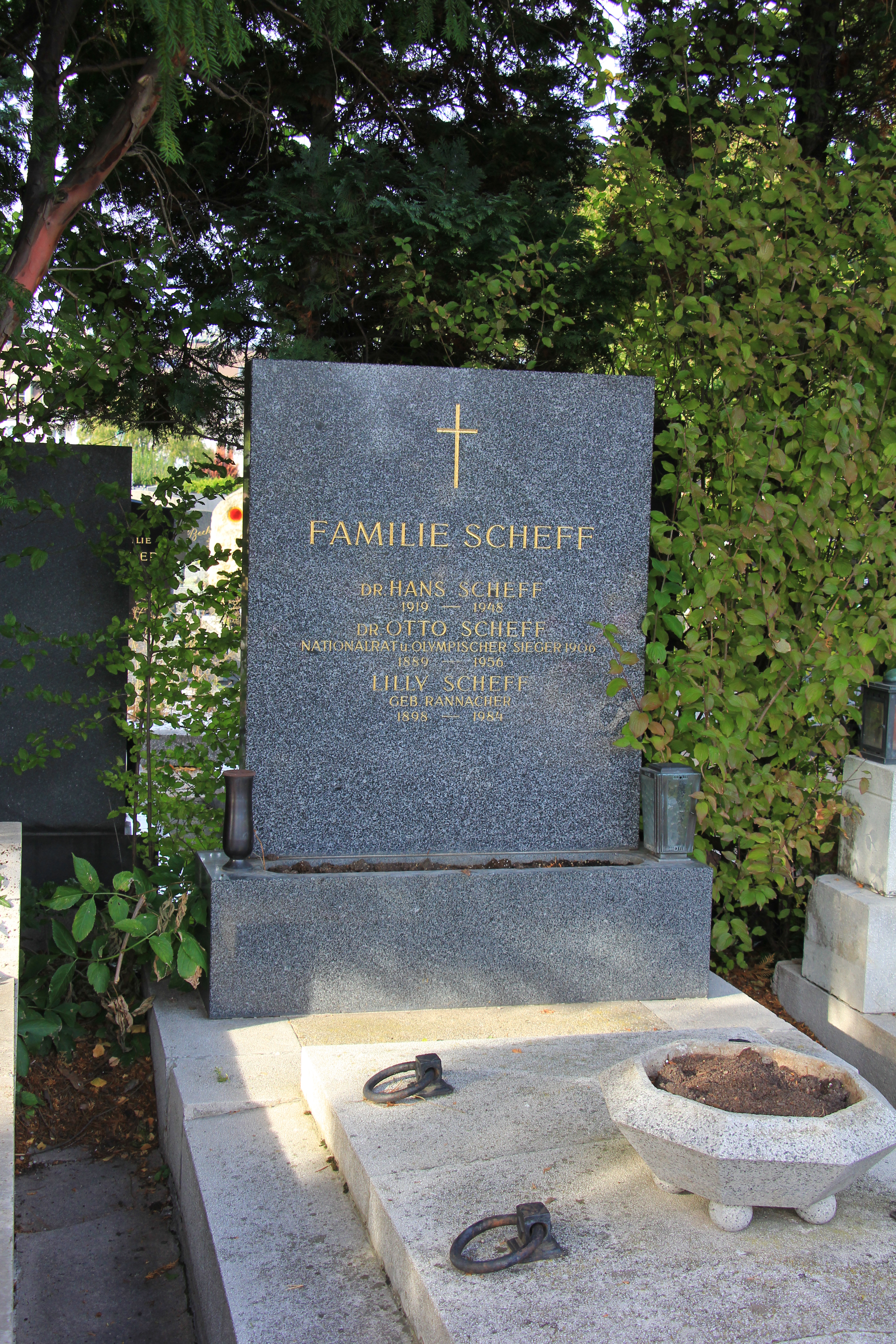
La tumba de Otto Scheff en el cementerio romántico de Maria Enzersdorf

Scheff nació en Berlín. Ganó la medalla de bronce en los 400 metros de estilo libre. También compitió en los 100 metros planos de estilo libre, pero fue eliminado en las semifinales. En la competencia de los 1500 metros en estilo libre, terminó cuarto en la final.
 
En los Juegos Olímpicos intercalados de 1906 en Atenas ganó la medalla de oro en los 400 metros de estilo libre y la medalla de bronce en la carrera de 1 milla de estilo libre. En los 4 × 250 metros en estilo libre de relevo fue parte del equipo austriaco acabando en sexto lugar.
En los Juegos Olímpicos de Estocolmo 1912, participó en el torneo de polo acuático como parte del equipo austriaco acabando en cuarto lugar.
De 1945 a 1953 fue elegido miembro del Consejo Nacional de Austria como miembro del Partido Popular de Austria.
También fue vicepresidente del Comité Olímpico Austriaco. Él murió en Maria Enzersdorf en 1956.
Su hija Gertraud Scheff fue calificada para los Juegos Olímpicos de Tokio en 1940, cuando los juegos fueron cancelados.
La ciudad de Mödling, nombró una calle Dr. Otto Scheff-Weg.